# Pezinho acústico

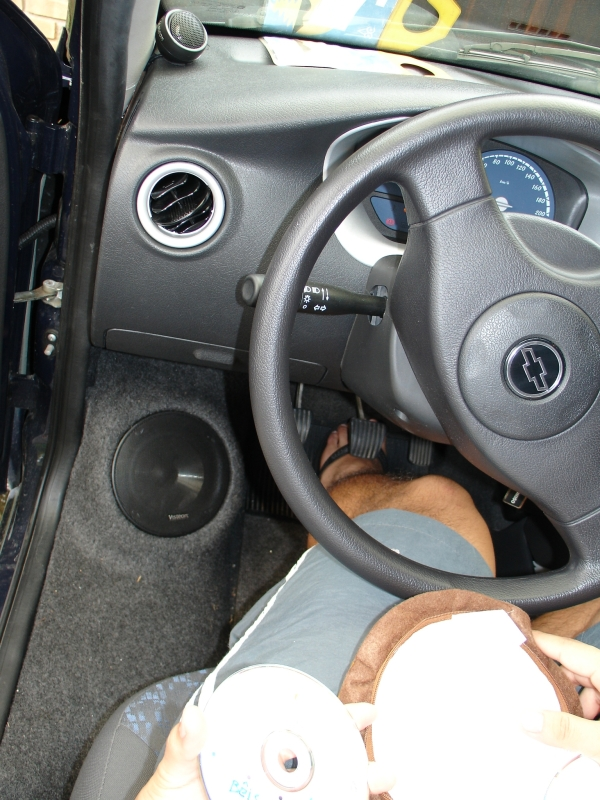
Mid-bass instalado em pézinho.

Pézinho é a caixa acústica automotiva que fica no chão do carro, perto dos pés dos passageiros. Geralmente são feitos de fibra de vidro e podem ser selados ou dutados como qualquer outra caixa acústica. O acabamento costuma ser feito em carpete ou outros tecidos. A volume depende do projeto e do alto-falante utilizado, porém por motivos ergonômicos os pézinhos não ultrapassam de 15 litros, sendo o mais comum entre 2-10 litros.